# Stenochariergus dorianae
Stenochariergus dorianae là một loài bọ cánh cứng trong họ Cerambycidae.